# Autobús urbano de Gerona
La ciudad de Gerona dispone de una red de autobuses urbanos diurnos que sirven a la misma y sus alrededores. En algunas fechas, hay líneas nocturnas o líneas lanzaderas. La red de autobuses urbanos transcurre por Gerona, Salt, Vilablareix, Aiguaviva, Sarriá de Ter, San Julián de Ramis y Fornells de la Selva. El servicio lo ofrecen en conjunto Transportes Municipales del Gironés y TEISA.

## Líneas de Autobús
En la actualidad, la red de autobuses urbanos de Gerona dispone de 13 líneas que conectan diferentes puntos de Gerona entre sí y con otros municipios.
| Línea | Línea                                                                                            | Ciudades servidas                            |
| ----- | ------------------------------------------------------------------------------------------------ | -------------------------------------------- |
| L1    | Montjuïc - Ramon Folch (Juzgados) - Avellaneda                                                   | Gerona                                       |
| L2    | Hospital Josep Trueta - Estación de Autobuses / RENFE - Avellaneda                               | Gerona                                       |
| L3    | Gerona (Plaza Marqués de Camps) - Salt (por Calle Mayor)                                         | Gerona - Salt                                |
| L4    | Gerona (Plaza Marqués de Camps) - Salt (por Espai Gironés)                                       | Gerona - Salt                                |
| L5    | Germans Sàbat - Ramon Folch (Juzgados) - San Narciso - Vilablareix - Aiguaviva                   | Gerona - Vilablareix - Aiguaviva             |
| L6    | San Julián de Ramis - Sarriá de Ter - Hospital Josep Trueta - Ramon Folch (Juzgados) - Vila-Roja | Gerona - Sarriá de Ter - San Julián de Ramis |
| L7    | Torre Gironella - Marqués de Camps - Can Gibert del Pla                                          | Gerona                                       |
| L8    | Estación de Autobuses / RENFE - Parque Tecnológico - UdG Montilivi                               | Gerona                                       |
| L9    | Gerona (UdG Montilivi) - Salt (por Emili Grahit)                                                 | Gerona - Salt                                |
| L10   | Estación de Autobuses / RENFE - Fornells de la Selva                                             | Gerona - Fornells de la Selva                |
| L11   | CAP Güell - CAP Santa Clara - CAP Montilivi - UdG Montilivi - San Daniel                         | Gerona                                       |
| L12   | Ramon Folch (Juzgados) - Barrio Antiguo - San Daniel - Puig de en Roca                           | Gerona                                       |
| L16   | San Julián de Ramis - Sarriá de Ter - Pont Major - Ramon Folch (Juzgados)                        | Gerona - Sarriá de Ter - San Julián de Ramis |

## Operadores

### Transportes Municipales del Gironés SAU
Transportes Municipales del Gironés (TMG) opera 8 de las 13 líneas de la ciudad de Gerona. Todas las líneas están parcialmente adaptadas para personas con movilidad reducida.

### Transportes Eléctricos Interurbanos SA
Transportes Eléctricos Interurbanos SA (TEISA) opera 5 de las 13 líneas de la ciudad de Gerona.